# カタコンベ文化
カタコンベ文化（カタコンベぶんか、露：Катакомбная культура、宇：Катакомбна культура）は、紀元前2500年から紀元前1950年頃にポントス・ステップで繁栄した青銅器時代の考古学文化である。
ヤムナ文化から派生したこの文化は、広大な地域をカバーし、おそらくインド・ヨーロッパ語族を話していたとされ、一部の言語学者はトカラ語との関連を指摘している。カタコンベ文化の影響は、イタリア、ギリシャ、シリアにまで及んだとされている。この文化は多縄文土器文化を生み出し、最終的にスルブナヤ文化に引き継がれた。

## 起源
カタコンベ文化は、紀元前2500年頃にポントス・ステップ南部でヤムナ文化の西側派生文化として出現した。西部からの影響がこの文化の形成に決定的な役割を果たしたとtopicsしたとされる。
ヤムナ文化に加え、スレドニ・ストグ文化、アファナシェヴォ文化、ポルタフカ文化とも関連がある。

## 分布

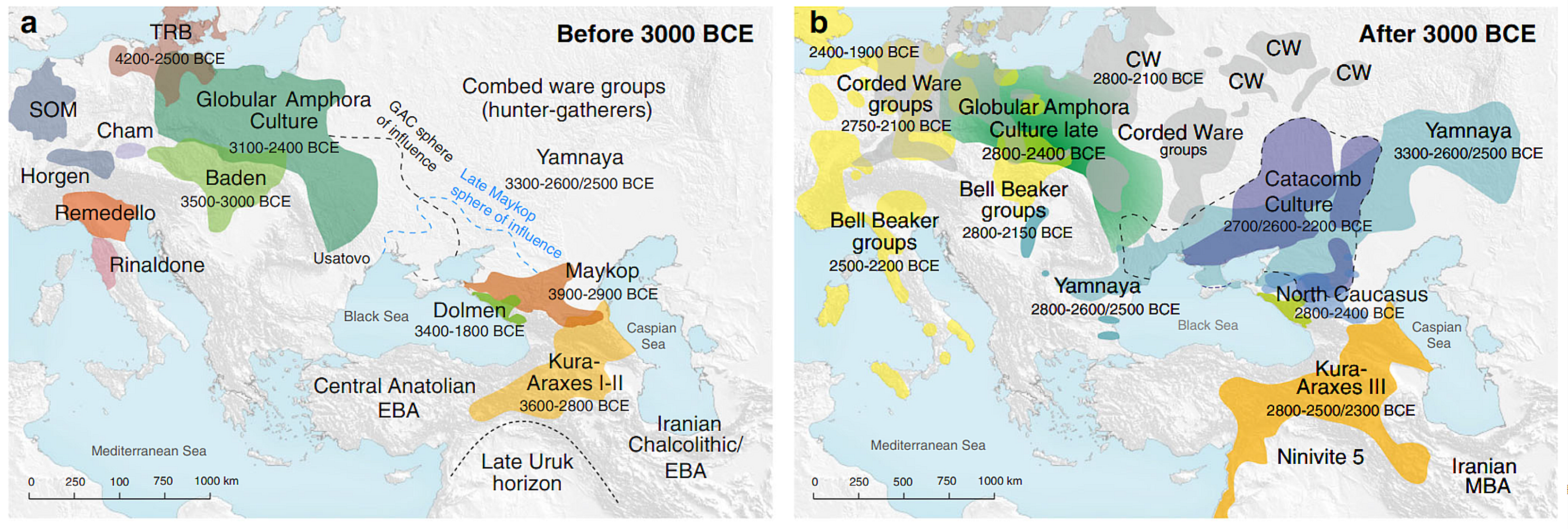
紀元前3000年前後のヨーロッパとコーカサスの考古学文化の分布。カタコンベ文化は紫色で示される

カタコンベ文化は、ヤムナ文化が以前に占めていたポントス・ステップに分布した。広大な地域をカバーし、陶器の様式や埋葬習慣に基づいて地域ごとの変種が確認されている。そのため、一部ではカタコンベ文化を「文化的・歴史的地域」として指定し、地域変種を独立した文化として分類する見解もある。
東部では、ヤムナ文化の東側派生であるポルタフカ文化と隣接し、ポルタフカ文化の発展に影響を与えた。カタコンベ文化は存続期間中に東と北へ拡大した。
エレナ・クズミナは、セイマ・トゥルビノ現象がアバシェヴォ文化、カタコンベ文化、初期アンドロノヴォ文化の相互作用の結果として生まれたと指摘している。
カタコンベ文化の影響はポントス・ステップを越えて発見されている。埋葬室、金属器、彫像はイタリアや東地中海地域のものと非常に類似しており、特徴的な装飾品であるハンマーヘッドピンは中央ヨーロッパやイタリアで発見されている。これらの類似性から、カタコンベ文化からの移住または文化拡散が示唆されている。特にミケーネ・ギリシャとの類似性は顕著で、ソケット付きの槍先、馬の頬革、死者のためのマスク製作の習慣などが共通している。
ロラ文化は、紀元前2200年頃に東コーカサスからの移住により北コーカサスで出現し、カタコンベ文化の地域変種を置き換えた。

## 特徴

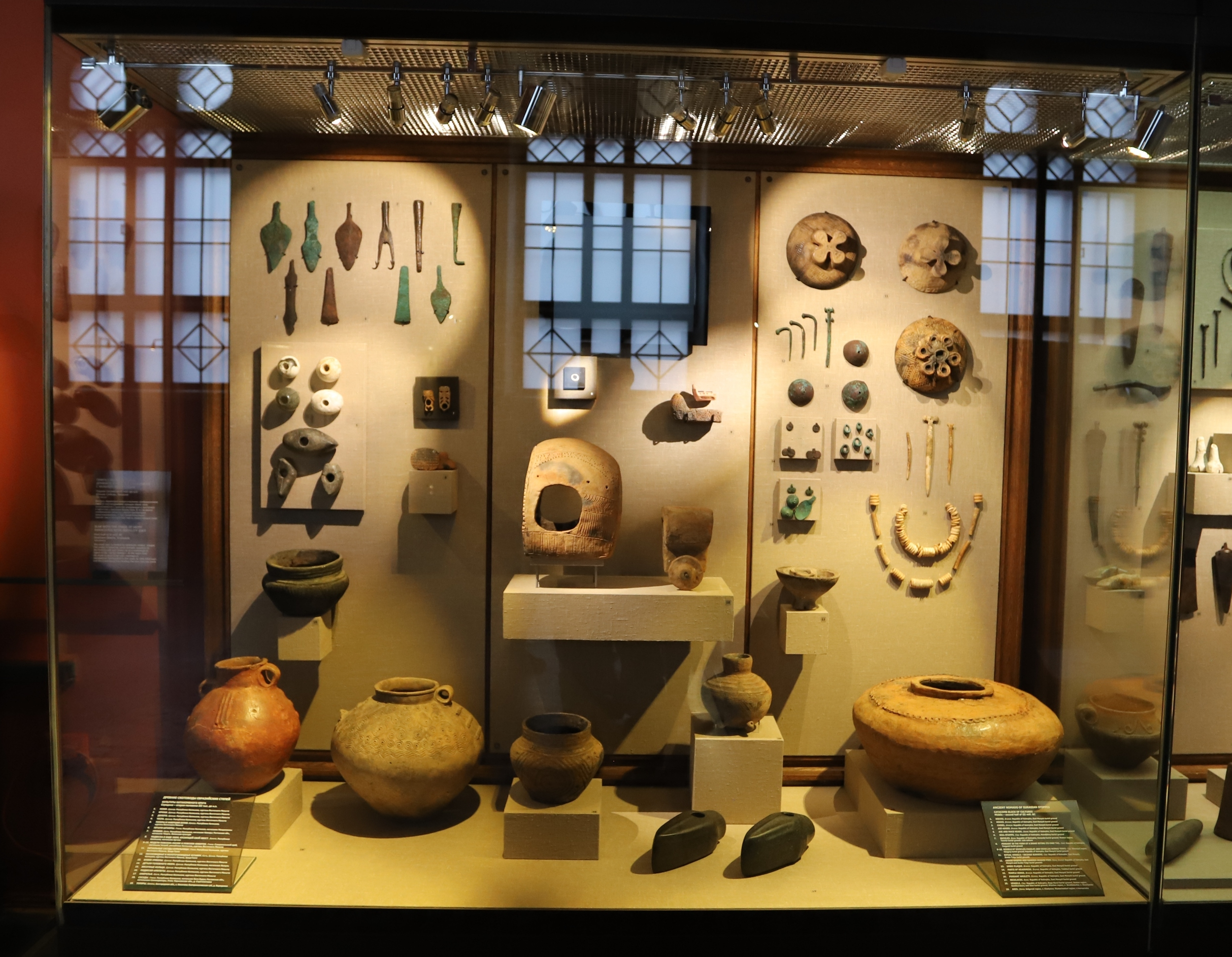
モスクワ国立歴史博物館に展示されるカタコンベ文化の遺物

### 埋葬
カタコンベ文化はその埋葬習慣にちなんで名付けられた。ヤムナ文化の竪穴墓を拡張し、墓の底部に埋葬用ニッチ（カタコンベ）を設けた。このような墓はミケーネ・ギリシャや東ヨーロッパの一部でも発見されている。
カタコンベ文化の死者は通常、右側を下にして屈葬され、銀の指輪などの装飾品や、石・金属製の斧、矢、短剣、メイスなどの武器が副葬された。
約16%の墓で、ヤギ、羊、馬、牛などの動物の頭部や蹄が供物として見られる。牛の供物はヤムナ文化よりも頻繁である。同様の馬の埋葬は、クヴァリンスク文化やポルタフカ文化でも見られる。
カタコンベの墓は時折クルガン石碑で覆われる。この習慣はヤムナ文化でも一般的で、両文化から約300の石碑が発見されている。

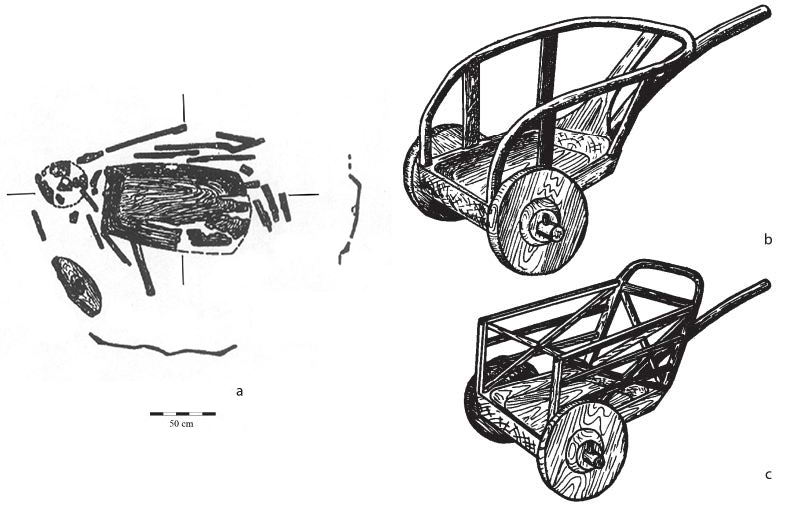
カタコンベ文化の二輪車（再構築）

カタコンベの墓には車輪付き車両が伴う場合があり、このような車両埋葬はヤムナ文化や、後のイラン系民族（スキタイ）、ケルト人、イタリック民族でも確認されている。
一部の高地位の墓では、死者の頭蓋骨に粘土で顔の表面を再現する習慣が見られる。この行為は、口、耳、鼻腔に粘土を詰め、顔の特徴を塑造するもので、男性、女性、子供に施された。これはミケーネ・ギリシャの金製マスクの原型となった可能性がある。

### 経済
カタコンベ文化の経済は主に牧畜に基づいていた。牛、羊、ヤギ、馬、一部で豚の遺骨が発見されている。植物の痕跡はまれだが、エンマー小麦やアインコーン小麦が見つかっている。墓から木製の鋤が発見されており、農耕も行われていたことを示す。
道具の種類から、織工、青銅器職人、武器製造者などの専門職が存在したとされる。カタコンベ文化の金属器は後にアバシェヴォ文化に影響を与えた。

### 集落
カタコンベ文化の集落の証拠は少なく、主に水源近くの季節的なキャンプ地である。
南ブーフ川のマトヴェイエフカでは、大きな石造りの基礎を持つ3つの構造物が見つかった。ドニエプル川のバイダ島では、壕に囲まれたカタコンベ後期の石造要塞が発見されている。

### 陶器
カタコンベ文化の陶器はヤムナ文化よりも精巧である。女性の墓で見つかった低い台付きの器は、大麻などの麻薬物質を使用する儀式に使われたとされる。
カタコンベの陶器はアバシェヴォ文化やシンタシュタ文化の陶器に影響を与えた。

### 武器
カタコンベ文化からは初期の複合弓の証拠が見つかり、10～20本の矢を収納できる矢筒も発見されている。その矢じりはシンタシュタ文化のものに影響を与えた可能性がある。
中空基部の燧石製矢じりは中ドニエプル文化のものと類似している。石製戦斧はファチャノヴォ・バラノヴォ文化のものと似ている。
紀元前2500年頃のドネツで発見されたナイフは、砒素青銅の柄と鉄の刃を持つ。

### その他の特徴
カタコンベの墓には車輪付き車両が見られ、類似の車両は後の文化にも広がった。
カタコンベ文化の青銅製ビーズはシンタシュタ文化のものと類似している。
ドネツ川を中心とする一部の変種では、頭蓋変形が行われた。これは美的装飾または民族的標識だった可能性がある。約9%の頭蓋骨には穴が開けられており、儀式または医療行為に関連していたとされる。
熊の遺骨がカタコンベの遺跡で発見されている。

## ギャラリー

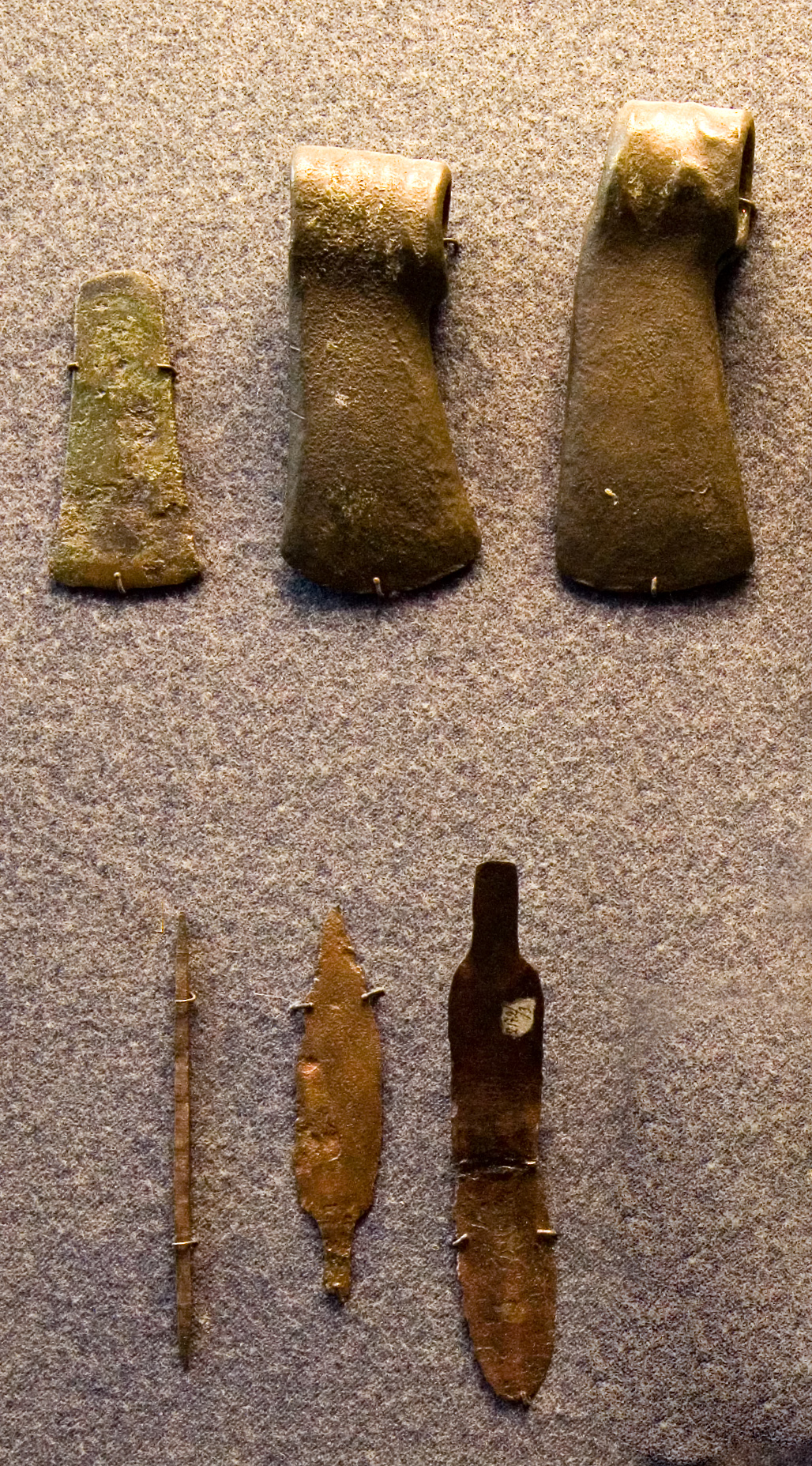
軸穴付き斧と槍先
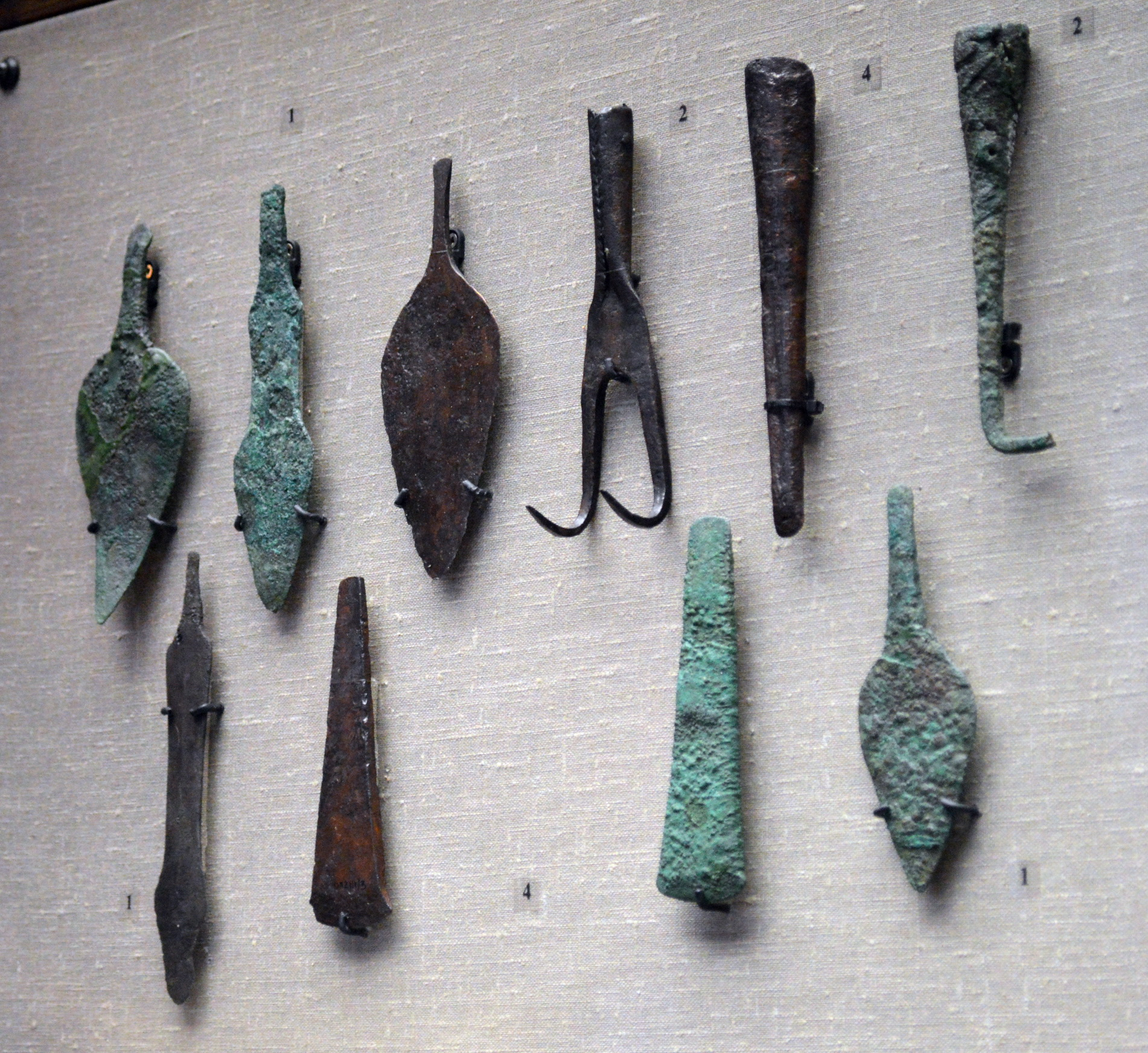
青銅製工具と武器
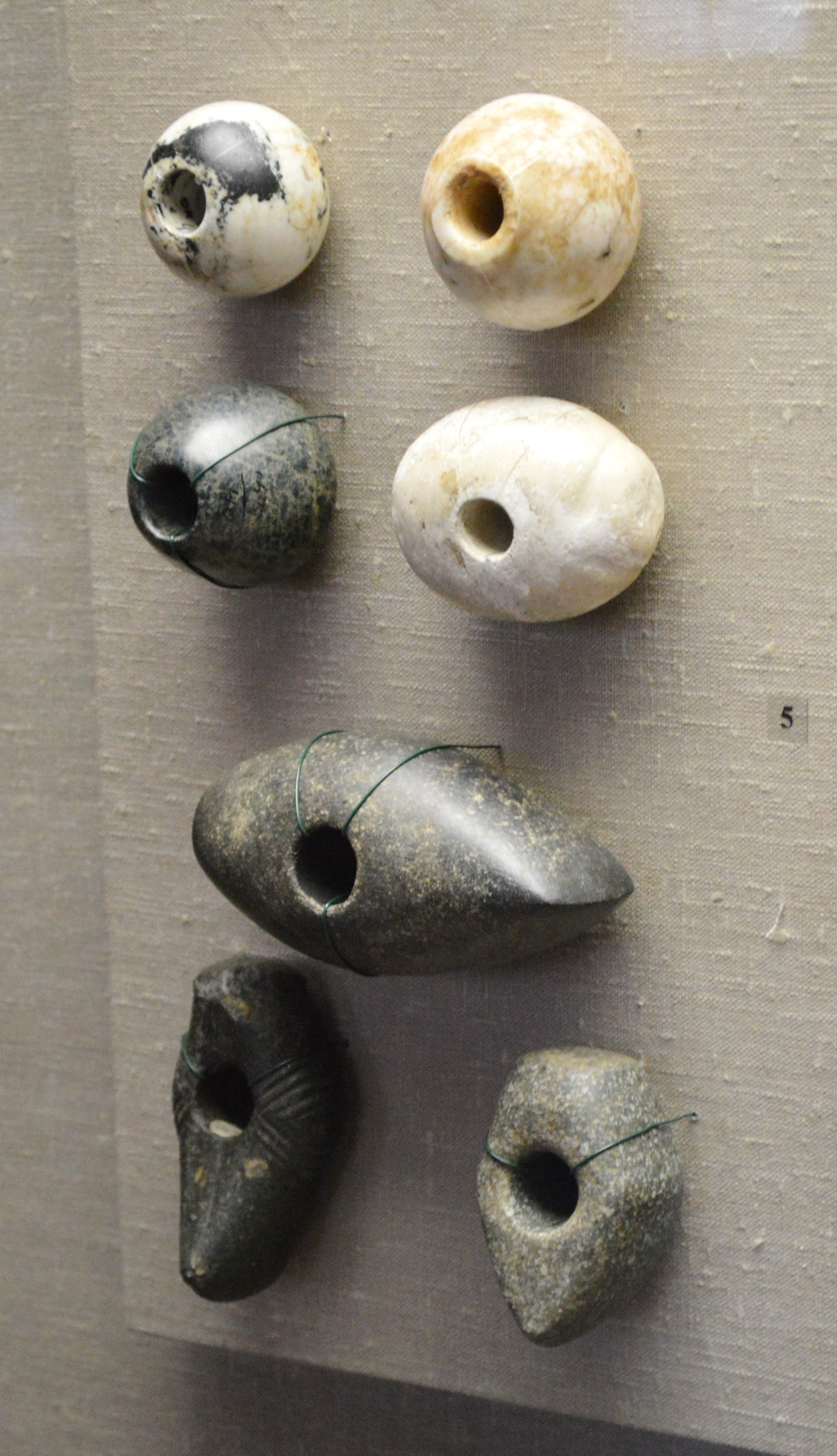
石製斧とメイス頭
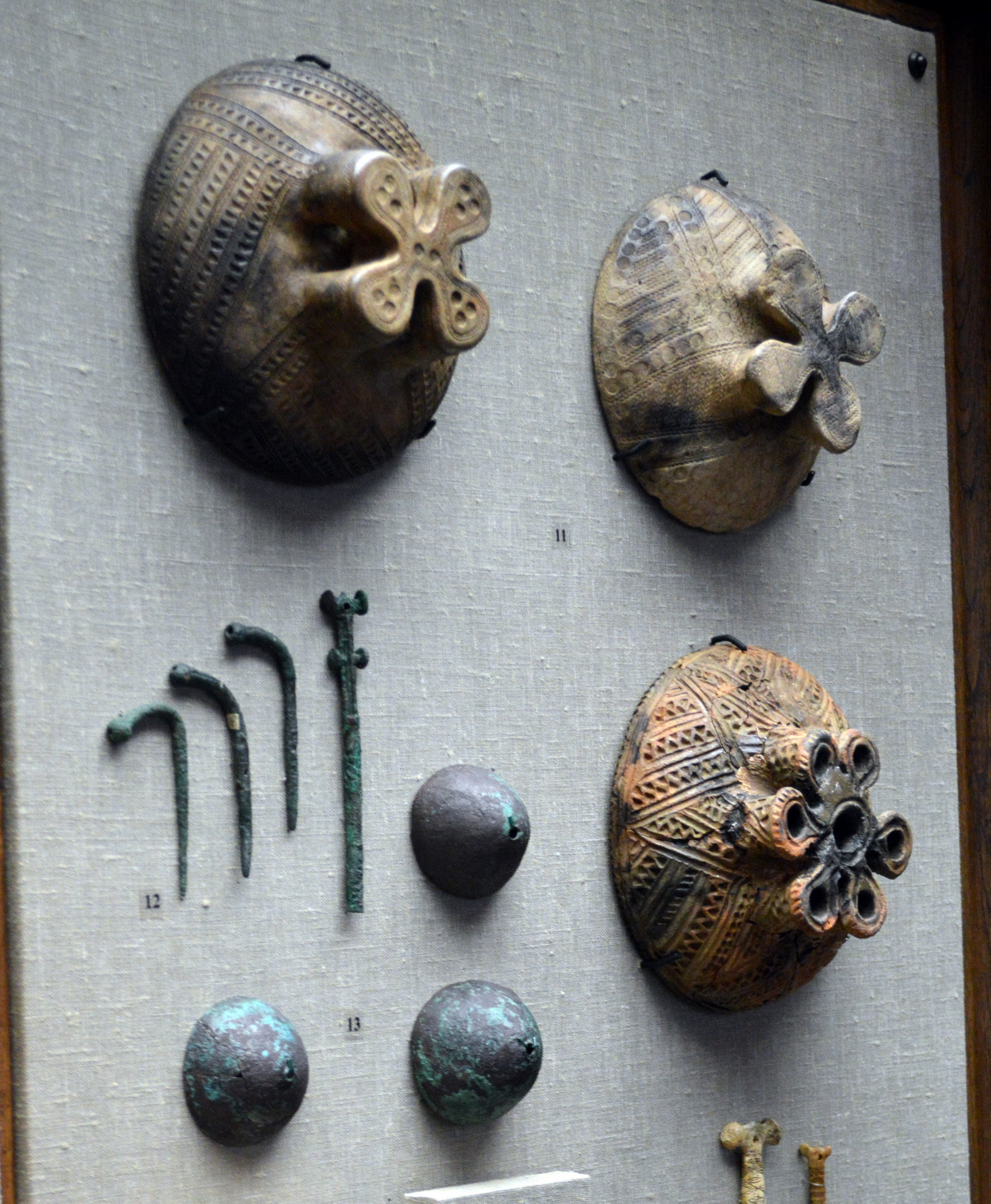
陶製香炉と金属遺物
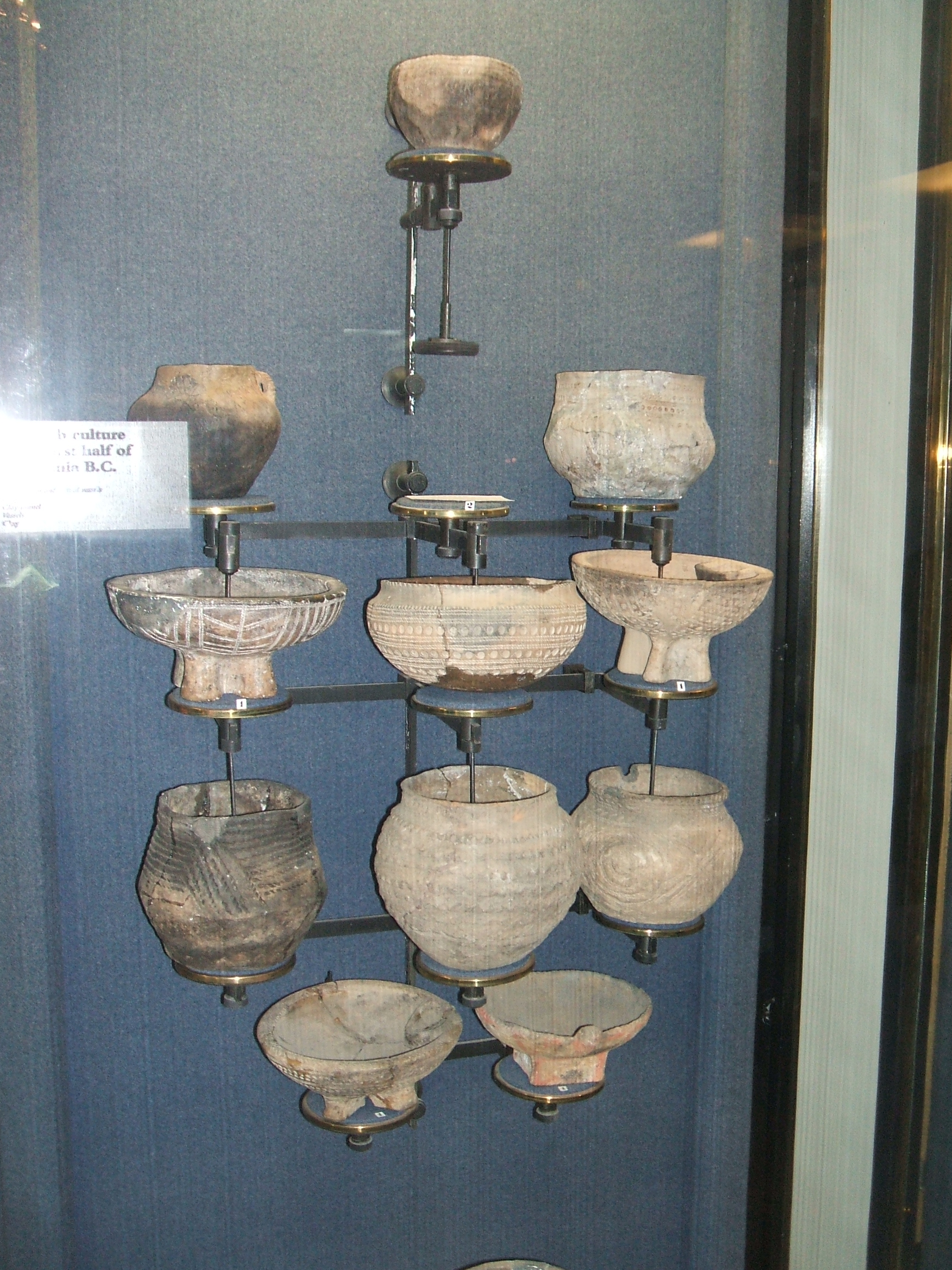
カタコンベの陶器
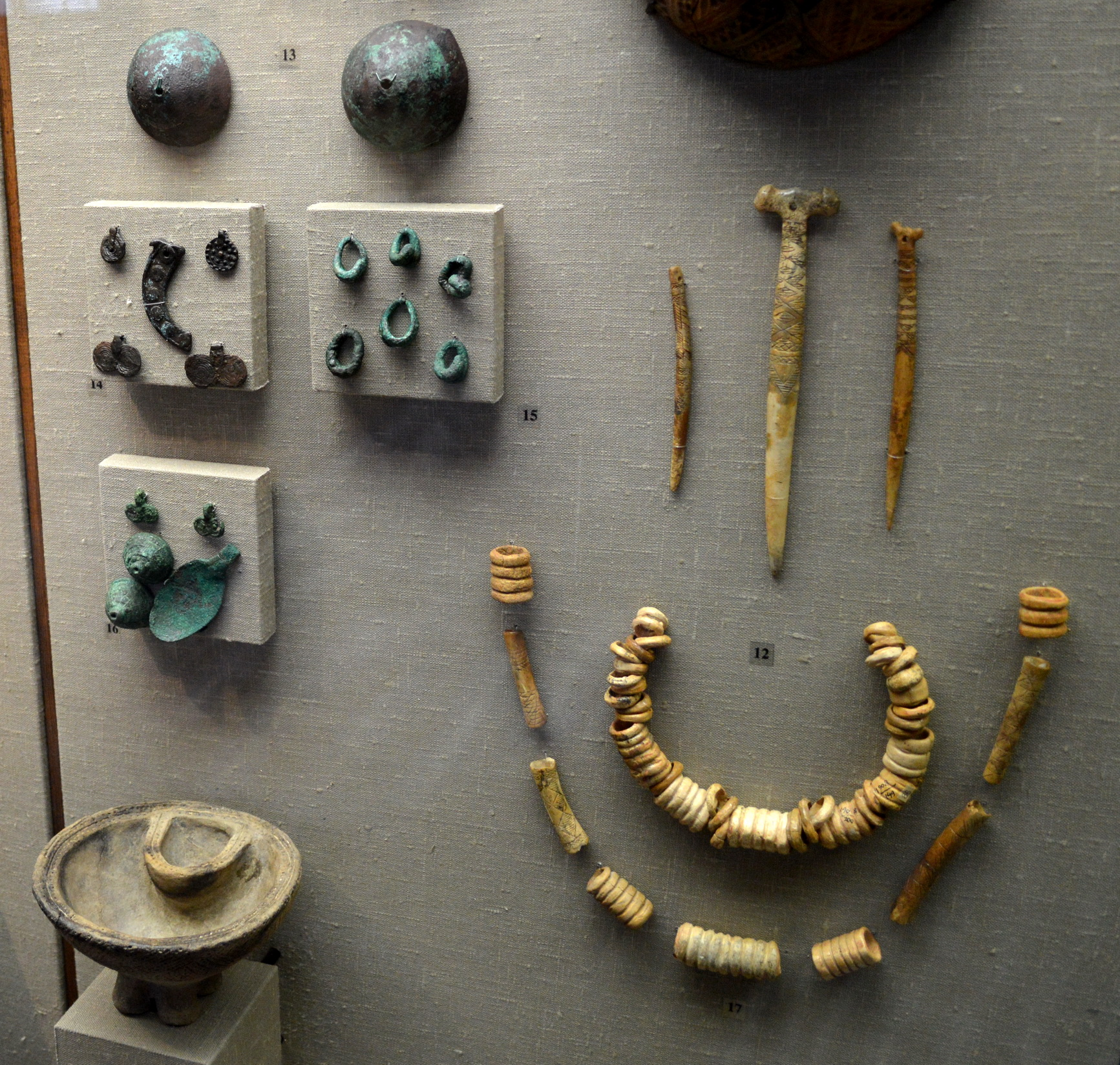
各種遺物
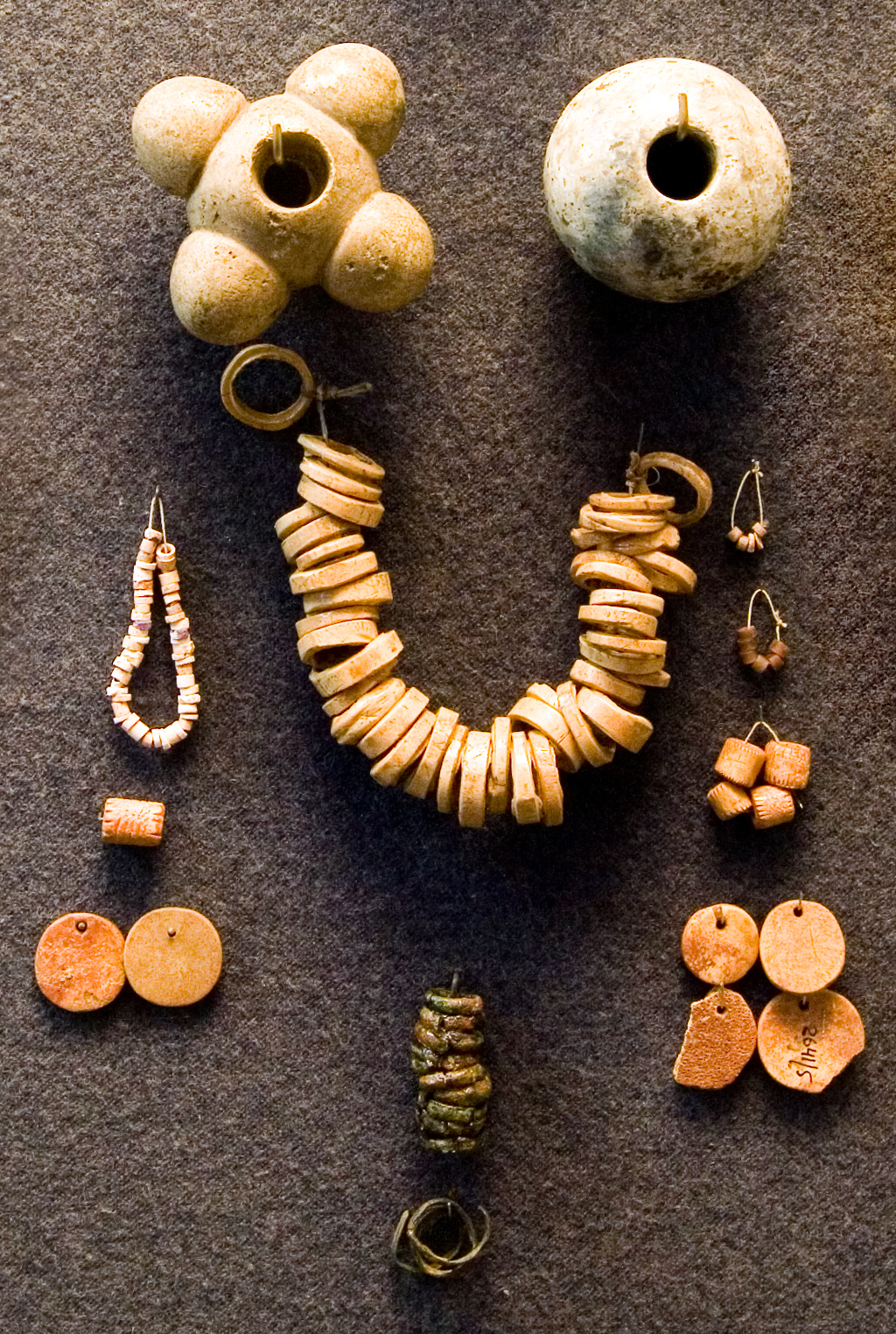
ビーズとボタン
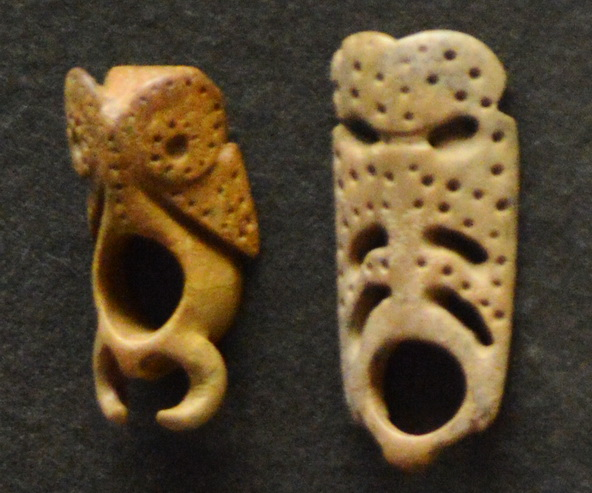
骨製バックル
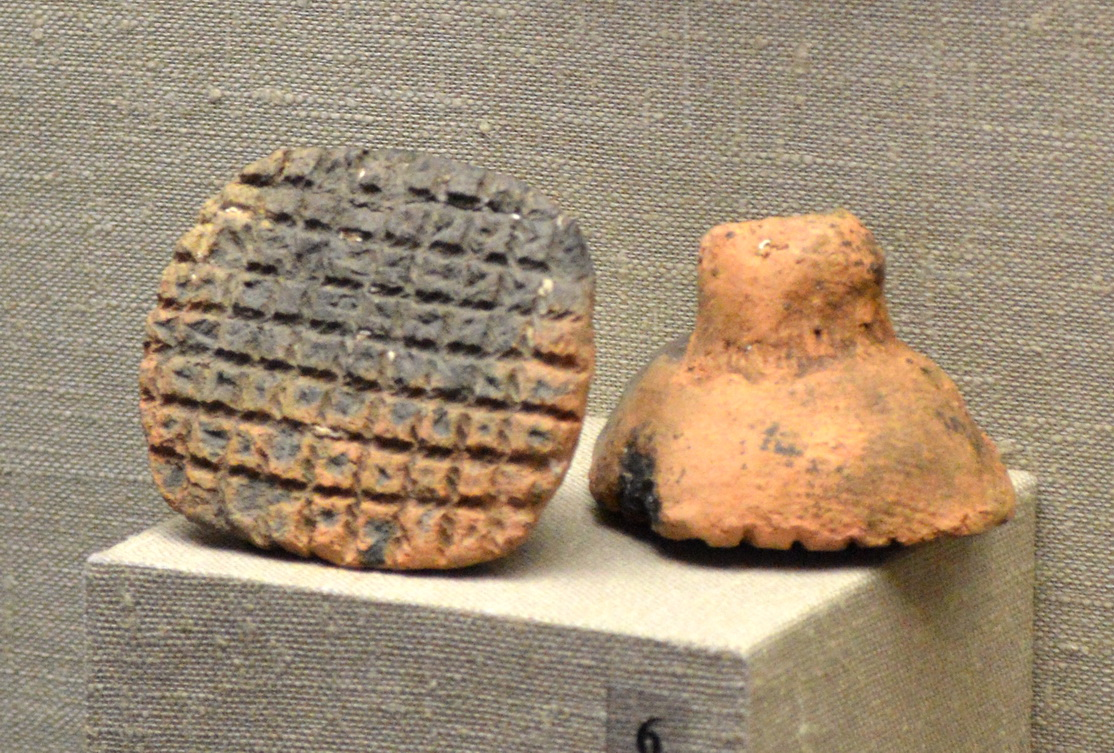
粘土製スタンプ

## 人口
カタコンベ文化の人口は約5万～6万人と推定されている。

## 身体的特徴
カタコンベ文化の人々は、頑強な体格のコーカソイド/ヨーロポイドだった。その頭蓋骨はポタポフカ文化のものと類似している。ポタポフカの頭蓋は、ファチャノヴォ・バラノヴォ文化、アバシェヴォ文化、シンタシュタ文化、スルブナヤ文化、アンドロノヴォ文化よりも長頭性が低い。ポタポフカの身体的特徴は、シンタシュタの強い長頭型と、ヤムナ文化やポルタフカ文化のやや短頭型が混ざった結果とされる。
カタコンベ文化の人々は、ヤムナ文化の人々に比べて「より頑強で、短頭性の頭蓋骨を持つ」とされている。

## 遺伝子

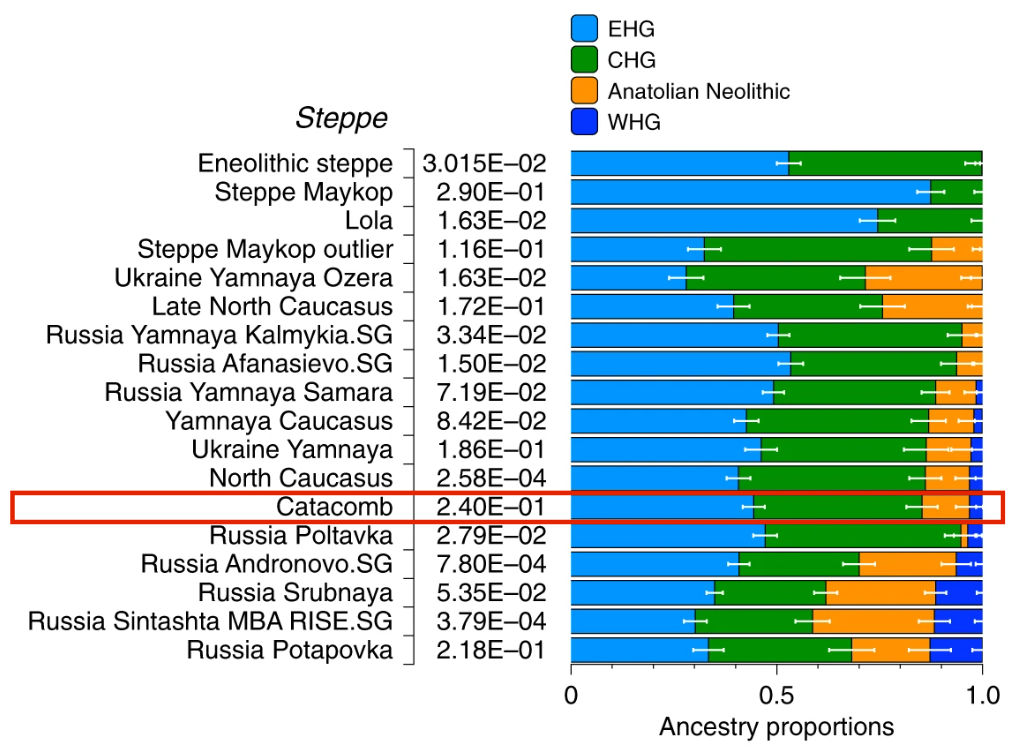
カタコンベ文化の人口の混血割合。東部狩猟採集民（ EHG）、コーカサス狩猟採集民（ CHG）、アナトリア新石器時代、西部狩猟採集民（ WHG）の祖先が混在し、ヤムナ文化に非常に近い。

Pashnikら（2014）は、28人のカタコンベ文化個人のDNAを分析し、母系ハプログループU5とU4がヤムナ文化よりも高い頻度で現れた。U5とU4は西部狩猟採集民と東部狩猟採集民に典型的である。カタコンベの人々と北部狩猟採集民、特に南スカンジナビアのピットウェア文化の人々との遺伝的類似性が確認された。カタコンベとヤムナの人々が以前考えられていたほど遺伝的に混血していなかった可能性が示唆された。興味深いことに、現代のウクライナ人口は、カタコンベ文化よりもヤムナ文化に遺伝的に近い。
Nikitinら（2017）とJurasら（2018）は、U5とU5aを確認した。これらのハプログループUのサブクレードは、北ヨーロッパと東ヨーロッパの初期狩猟採集民に高頻度で見られ、中石器時代からポントス・ステップのスレドニ・ストグ文化、ヤムナ文化、縄 W 文土器文化、アンドロノヴォ文化、スルブナヤ文化、スキタイに現れる。これは、少なくとも青銅器時代までポントス・ステップの人口間でmtDNAの連続性を示す。
2018年のScientific Reportsに掲載された遺伝子研究では、カタコンベ文化の2人の個人の遺骨が分析され、両者ともハプログループX4に属することが判明した。これは現代人口では非常にまれな系統であり、古代の個人で初めて確認された。
2019年2月のNature Communicationsに掲載された研究では、カタコンベ文化に帰属する5人の個人の遺骨が分析された。3人の男性がR1b1a2を有し、すべての個人がハプログループUの各種サブクレード（特にU5とU4）を有していた。

## 言語
デビッド・アンソニー（2007）は、カタコンベ文化がインド・ヨーロッパ語族を話していたと仮定している。一部ではインド・イラン語派やトラキア語の祖先と考えられている。他の学者は、ギリシャ語、アルメニア語、インド・イラン語派の共通の背景を提供した可能性を指摘している。
Guus Kroonenら（2022）は、カタコンベ文化と初期トカラ語との関連を主張し、東方への拡散を提案している。

## 後継文化
スルブナヤ文化はカタコンベ文化の後継である。アバシェヴォ文化は部分的にカタコンベ文化に由来するとされる。カタコンベ文化の地域は後にアバシェヴォ文化、スルブナヤ文化に占領された。多縄文土器文化はカタコンベ文化の東部後継であり、ポタポフカ文化やシンタシュタ文化の出現に役割を果たした可能性がある。これにより、アンドロノヴォ文化の形成にも影響を与えた。形態学的データは、シンタシュタ文化がポルタフカ文化とカタコンベ文化のステップ祖先と、新石器時代の森林狩猟採集民の祖先の混血により生じた可能性を示唆している。